# Робертс, Билл (аниматор)
Билл Робертс (англ. William «Bill» Opal Roberts; 2 августа 1899, Кентукки — 18 марта 1974, Туларе) — американский аниматор и режиссёр, работавший на студии Disney.

## Карьера
Работал иллюстратором журнала в Нью-Йорке. Позже, в марте 1932 года присоединился к Walt Disney Productions в качестве аниматора. Спустя время он стал работать режиссёром.

### Смерть
Билл Робертс умер в округе Туларе, штат Калифорния, 18 марта 1974 года.

## Фильмография

### Аниматор
- 1991 — «Lifestyles of the Rich and Animated»
  - 1936 — «Микки Маус и команда по игре в поло»/Mickey’s Polo Team
- 1937 — «Белоснежка и семь гномов»/Snow White and the Seven Dwarfs
- 1937 — «Потомство Плуто»/Pluto’s Quin-puplets
- 1937 — «Чистильщики часов»/Clock Cleaners
- 1937 — «Фокусник Микки»/Magician Micke
- 1936 — «Мамаша Плуто»/Mother Pluto
- 1936 — «Дональд и Плуто»/Donald and Pluto
- 1936 — «Покорители Альп»/Alpine Climbers
- 1936 — «Три волчонка»/Three Little Wolves
- 1936 — «Микки Маус и команда по игре в поло»/Mickey’s Polo Team
- 1935 — «Судный день Плуто»/Pluto’s Judgement Day
- 1935 — «Кто убил старину Робина?»/Who Killed Cock Robin?
- 1935 — «Котёнок воришка»/The Robber Kitten
- 1934 — «Похититель собак»/The Dognapper
- 1934 — «Mickey Plays Papa»
- 1934 — «Гулливер Микки»/Gulliver Mickey
- 1934 — «Плохой, большой волк»/The Big Bad Wolf
- 1934 — «Camping Out»
- 1934 — «Кузнечик и муравьи»/The Grasshopper and the Ants
- 1933 — «Страна великанов»/Giantland
- 1933 — «Старый король Коль»/Old King Cole
- 1933 — «Лодка отца Ноя»/Father Noah’s Ark
- 1933 — «Mickey's Mellerdrammer»
- 1932 — «Детки в чаще»/Babes in the Woods
- 1932 — «Влюблённые букашки»/Bugs in Love
- 1932 — «Король Нептун»/King Neptune

### Режиссёр
- (1954—1991) — «Великолепный мир цвета»/Disneyland
  - 1970 — «Nature’s Strangest Oddballs»
  - 1963 — «The Truth About Mother Goose»
  - 1962 — «Man Is His Own Worst Enemy»
  - 1955 — «Adventures of Mickey Mouse»
- 1947 — «Микки и бобовый стебель»/Mickey and the Beanstalk
- 1946 — «The ABC of Hand Tools»
- 1945 — «The Cold-Blooded Penguin»
- 1944 — «Три кабальеро»/The Three Caballeros
- 1943 — «The Winged Scourge»
- 1943 — «Благоразумие и эмоция»/Reason and Emotion
- 1943 — «The Grain That Built a Hemisphere»
- 1942 — «Donald Duck Visits Lake Titicaca»
- 1942 — «Салют, друзья!»/Saludos Amigos
- 1942 — «Бэмби»/Bambi
- 1942 — «Все вместе»/All Together
- 1941 — «Дамбо»/Dumbo
- 1940 — «Фантазия»/Fantasia
- 1940 — «Пиноккио»/Pinocchio
- 1939 — «Выставка собак»/Society Dog Show
- 1938 — «Маленький храбрый портняжка»/Brave Little Tailor
- 1938 — «Попугай Микки»/Mickey’s Parrot

## Награды
- 1941 — премия Хьюго за лучшую драматическую постановку длинного плана (Фантазия).